# Peixe-fogo-de-KwaZulu-Natal
O peixe-fogo-de-kwazulu-natal (Nemateleotris exquisita), também conhecido como peixe-fogo-de-natal, é uma espécie de peixe-fogo nativo de águas tropicais e subtropicais do Oceano Índico, é muito semelhante com o peixe-fogo-elegante (N. decora), sendo que alguns taxonomistas o consideram como sinônimo da espécie. Assim como outras espécies de peixes-fogo, vivem em casais e quando são jovens em cardume, os machos têm o costume de exibir sua crista para atrair as fêmeas.
É uma espécie nativa do Oceano Índico, sendo encontrado na costa de KwaZulu-Natal, na África do Sul, para o Mar Vermelho e Maldivas, incluindo Seychelles e raramente exemplares vagantes aparecem no Mar de Andaman, próximo da costa da Tailândia.